# Arne Imsen
Finn Arne Imsen, född 17 oktober 1930 i Oslo, död 13 mars 1999 i Bromma, var en norskfödd predikant, författare och opinionsbildare, grundare av och föreståndare Maranataförsamlingen i Stockholm fram till sin död.
Imsen var son till en norsk/tysk snickare och evangelist. När familjen flyttade till Sverige började Imsen i Pingströrelsens bibelskola i Stockholm, tog realexamen och arbetade senare på LM Ericsson där han var ordförande i Metallklubben en tid. I början av 1950-talet gifte han sig med Ulla Birgitta Sundberg, de fick sonen Per Arne 1952. Imsen var svärfar till Christina Imsen och morbror till Ruben Agnarsson.
År 1959 blev Imsen kallad till predikant i Örebro fria församling ur vilken den första Maranataförsamlingen uppstod, från början med Donald Bergagård och Erik Gunnar Eriksson som drivande krafter efter norsk förebild. Som mest hade Maranata cirka 10 000 svenska medlemmar och 30 församlingar, men var på tillbakagång sedan rörelsen 1968 splittrades i olika riktningar.
Imsen blev ofta medialt uppmärksammad och kritiserad. Har blev känd bland annat för att ha hjälpt till att gömma barn som sociala myndigheterna velat omhänderta. Imsen sade sig inte ha någon inkomst och vägrade därför deklarera.

## Böcker och skrifter
- Har Lewi Pethrus rätt? Maranataväckelsens ställning till pingströrelsen och andra samfund. Bearb. föredrag, Örebro 1962, Midnattsropet.
- I världen men icke av världen,  Stockholm 1964, Midnattsropet, 2 uppl. Bromma 2002. BMC-förlag.
- Tid att vakna. Om väckelse och väckelseproblem, Stockholm 1965 Midnattsropet, 2 uppl. Bromma 2002. BMC-förlag.
- Från död till liv Predikningar, Stockholm 1970, MR:s bokförlag.
- Fruktad frihet. Tillbakablickar, klipp och kommentarer, Stockholm 1970, MR:s bokförlag.
- Kärleksfull aga eller kränkande misshandel, Bromma 1988, Väckelsekristen front.
- Fortsätt kampen! Undervisning av Finn Arne Imsen från bibelskolan 1998, Bromma 2002. BMC-förlag.
- Bannlyst Frihet - fallstudie över missbrukad mediamakt, Bromma 2002. BMC-förlag.
- Vedergäll Babylon, Bromma 1999, BMC-förlag.
- Låt dig inte skrämmas av homosexmaffian!, Bromma 1999, BMC-förlag.
- Guds rike, Bromma 2000, BMC-förlag.
- Elden får inte slockna. En samling predikningar, Bromma 2003, BMC-förlag.
- Rättfärdighet från Gud! Bibelstudier över Romarbrevet, Bromma 2007, BMC-förlag.